# Orachrysops violescens
The Violescent Blue (Orachrysops violescens) là một loài bướm ngày thuộc họ Bướm xanh. Nó được tìm thấy ở Nam Phi, nơi nó được tìm thấy ở Mpumalanga to the Limpopo Province và in miền nam part of the Kruger National Park.
Sải cánh dài 23–36 mm đối với con đực và 36–38 mm đối với con cái. Con trưởng thành bay từ tháng 9 đến tháng 12, although the except time depends on the spring rains. Có một lứa một năm.
Ấu trùng ăn Indigofera species.